# Kościół św. Stanisława Biskupa i Męczennika w Dobieszewie
Kościół św. Stanisława Biskupa i Męczennika w Dobieszewie – rzymskokatolicki kościół parafialny w Dobieszewie w województwie pomorskim, w powiecie słupskim, w gminie Dębnica Kaszubska.
Kościół wraz z otoczeniem został wpisany do rejestru zabytków przez Wojewódzkiego Konserwatora Zabytków w Koszalinie 8 czerwca 1960 pod numerem ewidencyjnym A-290. Po reformie podziału administracyjnego w 1975 świątynia znalazła się w wykazie zabytków nieruchomych województwa słupskiego pod nr. 43. W wyniku reformy administracyjnej w 1999 trafiła na listę Wojewódzkiego Urzędu Ochrony Zabytków w Gdańsku pod numerem ewidencyjnym A-185.

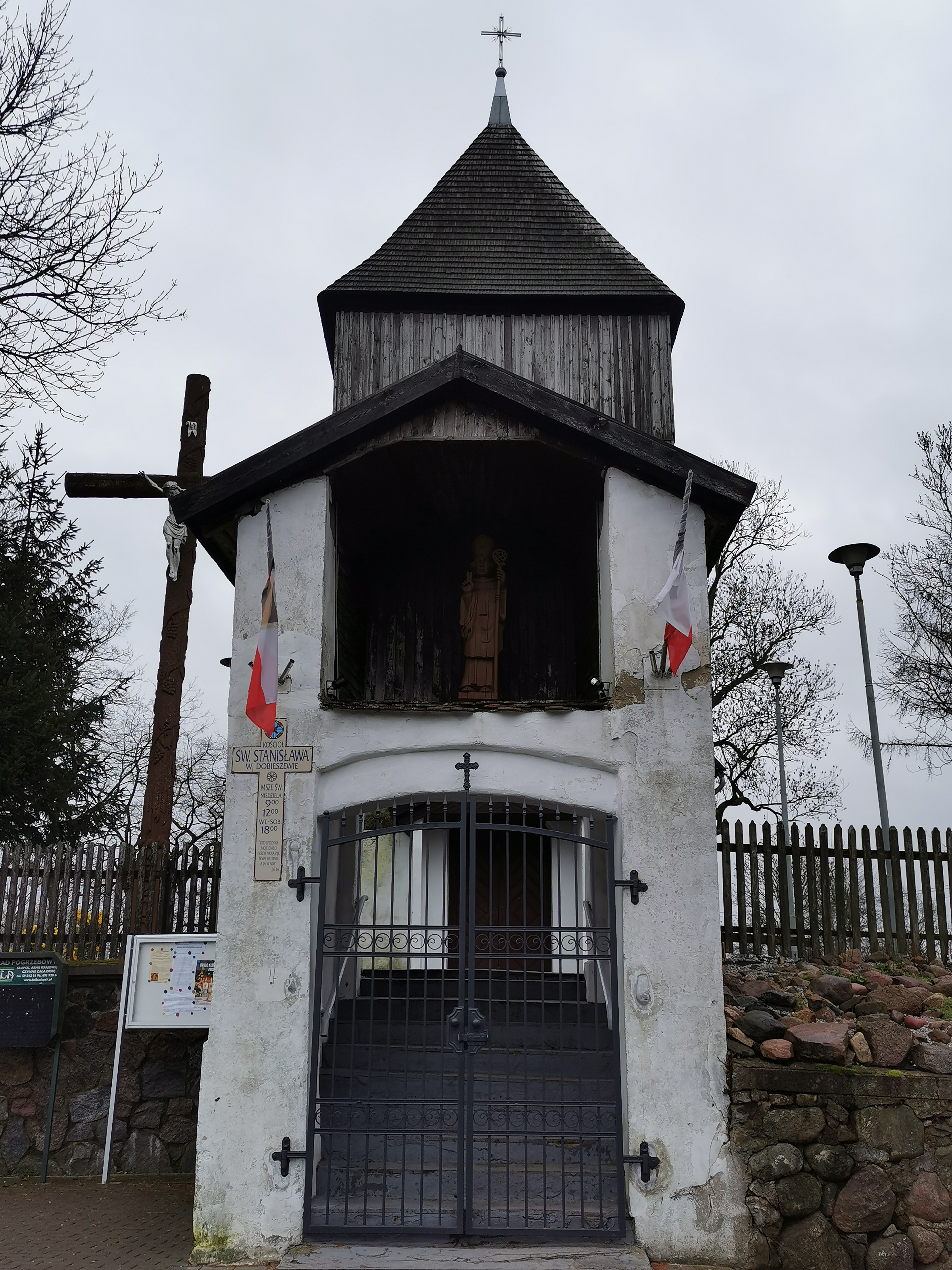
Murowana brama przed kościołem z figurą św. Stanisława Biskupa i Męczennika

Kościół datowany jest na przełom XVII i XVIII wieku. Zbudowany został w oparciu o konstrukcję szachulcowo-murowaną. Wystrój częściowo stylowy m.in. ołtarz i ambona z pocz. XVIII w. Wieża w dolnej partii murowana, w górnej szalowana.